# شاوینون
شاوینون (به فرانسوی: Chavignon) یک کمون (فرانسه) در فرانسه است که در ان (ا-دو-فرانس) واقع شده‌است. شاوینون ۱۱٫۵۵ کیلومتر مربع مساحت دارد ۹۰ متر بالاتر از سطح دریا واقع شده‌است.